# Etzen (Gemeinde Groß Gerungs)
Etzen ist eine Ortschaft und eine Katastralgemeinde der  Stadtgemeinde Groß Gerungs im Bezirk Zwettl in Niederösterreich.

## Geografie
Um das Dorf am Ursprung des Etzenbaches östlich von Groß Meinharts verläuft die Böhmerwald Straße, von der in den Ort mehrere Straßen abzweigen. Zur Ortschaft zählen auch der Reithof und der Voglhof.

## Siedlungsentwicklung
Zum Jahreswechsel 1979/1980 befanden sich in der Katastralgemeinde Etzen insgesamt 36 Bauflächen mit 15.420 m² und 20 Gärten auf 23.005 m², 1989/1990 gab es 37 Bauflächen. 1999/2000 war die Zahl der Bauflächen auf 129 angewachsen und 2009/2010 bestanden 70 Gebäude auf 150 Bauflächen.

## Geschichte
Laut Adressbuch von Österreich waren im Jahr 1938 in der Ortsgemeinde Etzen ein Bäcker, ein Fleischer, zwei Gastwirte, ein Gemischtwarenhändler, ein Schmied, zwei Schneider, ein Schuster, ein Schweinehändler, ein Tischler, ein Viehhändler, zwei Viktualienhändler, ein Wagner und mehrere Landwirte ansässig. Bis zur Eingemeindung nach Groß Gerungs war Etzen eine eigene Gemeinde, der auch Groß Meinharts, Josefsdorf und Ober Neustift angehörten.

## Öffentliche Einrichtungen
In Etzen befindet sich ein Kindergarten und eine Volksschule.

## Bodennutzung
Die Katastralgemeinde ist landwirtschaftlich geprägt. 180 Hektar wurden zum Jahreswechsel 1979/1980 landwirtschaftlich genutzt und 101 Hektar waren forstwirtschaftlich geführte Waldflächen. 1999/2000 wurde auf 162 Hektar Landwirtschaft betrieben und 115 Hektar waren als forstwirtschaftlich genutzte Flächen ausgewiesen. Ende 2018 waren 150 Hektar als landwirtschaftliche Flächen genutzt und Forstwirtschaft wurde auf 117 Hektar betrieben. Die durchschnittliche Bodenklimazahl von Etzen beträgt 19,1 (Stand 2010).

## Persönlichkeiten
- Augustin Steininger (1794–1875), Professor für Kirchenrecht, später Abt von Stift Zwettl, war hier Pfarrer